# سوار أبو يمن
سِوار أبو يمن (30 مارس 1995 - ). لاعبة المنتخب الأردني لكرة الطاولة وهي شقيقة اللاعبان زيد وتيماء أبو يمن وهي ضمن عائلة رياضية يُمارس جميع أفرادها رياضة كرة الطاولة فوالدها هو يوسف أبو يمن لاعب سابق ومدرب النادي الأرثوذكسي والمدرب الحالي للمنتخب الأردني والنادي الأرثوذكسي. بدأت ممارسة رياضة كرة الطاولة بعمر 7 سنوات مع النادي الأرثوذكسي.

## إنجازاتها
التحقت أبو يمن بصفوف المنتخب الأردني للمرة الأولى عام 2005، حلت أبو يمن في المركز الثاني تحت 12 عاماً في بطولة كأس الاتحاد العربي عام 2007 باليمن والمركز الثالث تحت 18 عاماً في ذات البطولة عام 2013 في العراق.
ونالت سِوار أبو يمن المركز الأول في بطولة كأس الاتحاد العربي لفئة تحت 21 عاماً عام 2015 في الأردن وحلت في المركز الثاني ببطولة الأندية العربية عام 2014 مع النادي الأرثوذكسي وهو أفضل إنجاز لها على صعيد الأندية.
وحققت كذلك المركز الثالث في التصفيات المؤهلة إلى أولمبياد طوكيو 2021 عن منطقة غرب آسيا والمركز الثاني بالدورة العربية للأندية النسوية عام 2016 في الشارقة مع النادي الأرثوذكسي والمركز الأول بالدورة العربية النسوية للفرق والفردي والزوجي عام 2018 في الشارقة مع نادي مؤتة والمركز الثالث ببطولة غرب آسيا للفردي عام 2018 في الأردن وفي البطولة ذاتها حققت المركز الثاني في منافسات الفرق والمركز الأول في بطولة غرب آسيا للفرق عام 2019 في الأردن.
وسبق لسِوار أبو يمن التأهل لثلاث مرات إلى بطولات العالم أعوام 2011 في هولندا و2018 في السويد و2019 في المجر والمشاركة كذلك في مناسبتين ببطولة آسيا أعوام 2011 في الهند و2017 في الصين.
وتعتبر سِوار أبو يمن أول لاعبة أردنية تحقق جميع ألقاب بطولات المملكة الفردية والجماعية لكافة الفئات العمرية.